# Octave-Joseph d'Hespel
Pour les articles homonymes, voir Hespel.
Octave-Joseph, comte d'Hespel, né le 11 août 1827 à Haubourdin (Nord) et décédé le  20 avril 1885 au château de Wavrin (Nord), est un homme politique français.

## Biographie
Fils d'Adalbert d'Hespel, il devient maire de Wavrin en 1855, et remplit cette fonction jusqu'à sa mort. Conseiller général du canton d'Haubourdin en remplacement de son père en 1858, il est réélu en 1871 et en 1874 jusqu'en 1880. 
Il est membre du Jockey Club, cercle aristocratique.
C'est à son initiative qu'est due la création, en 1869, d'un nouveau réseau de chemins de fer dans le Nord. 
Le 8 février 1871, d'Hespel est nommé, comme conservateur-monarchiste, député du Nord. Il prend place au centre droit. 
Il se présente aux élections sénatoriales du 30 janvier 1876, comme candidat « constitutionnel », sans cacher d'ailleurs ses préférences pour la monarchie. D'Hespel est élu sénateur du Nord et siège, comme précédemment, au centre droit,.
Il prend pour femme à Haubourdin le 11 août 1847 Céline-Marie Decroix, fille de Joseph-Marie et de Féliciana-Marie-Mamessa Urutia. L'épouse nait à Lille le 15 février 1829 et décède à Bruxelles. Le couple a 6 enfants.